# شوكد
«شوكد» (بالإنجليزية: Shocked)‏ أو «مصدومة» هي أغنية للفنانة الأسترالية كايلي مينوغ، وأخذت من ألبومها الثالث ريذم أوف لوف (1991). وهي من كتابة وإنتاج فريق ستوك أيتكين واترمان، الأغنية هي رابع وآخر أغنية تصدر بشكل منفرد من الألبوم. ظهرت الأغنية لاحقا في معظم ألبومات مينوغ التجميعية مثل غريتيست هيتس (1992) ألتيميت كايلي (2004). يتضمن كما يتضمن الفاصل الموسيقي أيضا مقطع راب من تأدية جازي بي.
تتحدث الأغنية عن الارتباك وفهم الحب والعلاقات. موسيقى الأغنية تتبع أسلوب بوب الرقص، والذي اعتمد على عناصر الهاوس والفانك، وتم مقارنتها من قبل النقاد بأغنيتها السابقة «وات دو آي هاف تو دو». تلقت الأغنية مراجعات إيجابية من النقاد. وكانت أغنية ناجحة تجاريا، وبلغت المراكز العشرة الأولى في أستراليا والمملكة المتحدة، وعدد من الدول الأخرى.
تم تصوير فيديو كليب الأغنية في لندن. ويظهر الفيديو مينوغ وهي تدخل منزلا يشبه القصر، حيث يتم استدراجها من قبل رجل غامض. وقد لوحظ تشابه وثيق بين هذا الفيديو وبين فيديو كليب أغنيتها السابقة «وات دو آي هاف تو دو»، والتي أظهرت رجلا مماثلا في جو مماثل. تعتبر الأغنية من أفضل أغاني مينوغ الفردية حتى الآن، على الرغم من نجاحها المحدود خارج موطنها أستراليا والمملكة المتحدة.